# Малое Раменье (Кичменгско-Городецкий район)
Малое Раменье — деревня в Кичменгско-Городецком районе Вологодской области.
Входит в состав Енангского сельского поселения, с точки зрения административно-территориального деления — в Нижнеентальский сельсовет.
Расстояние до районного центра Кичменгского Городка по автодороге составляет 66 км, до центра муниципального образования Нижнего Енангска по прямой — 15 км. Ближайшие населённые пункты — Большое Раменье, Матино, Кекур, Гарь.
Население по данным переписи 2002 года — 2 человека.